# Per Krohg
Per Lasson Krohg (født 18. juni 1889 i Åsgårdstrand, død 3. marts 1965 i Oslo) var en norsk maler og tegner.
Han havde tidligt tilknytning til Danmark, hvor han deltog i De Trettens Udstilling i 1910 og senere præsenterede han under stor mediebevågenhed nye modedanse i København, som han havde lært i Paris.

## Liv
Per Krohg var søn af malerne Oda og Christian Krohg. Familien boede i Paris, hvor Per Krohg voksede op. Han viste tidligt store kunstneriske talenter, og var elev først hos faren fra 1903 til 1907, ved Académie Colarossi 1906–09 og hos Henri Matisse fra 1909 til 1910.
Han blev påvirket af kunststrømningerne i Paris, og særlig kubismen blev vigtig i udviklingen af hans udtryksform. I sine unge år arbejdede han som avistegner og lærte tango i Paris. I 1913 indførte Krohg og hans første kone, Lucy Vidil, tangoen i Norge. Opvisningen foregik på revyscenen Chat Noir. Under opholdet i Paris lavede den franske billedhugger Chana Orloff (en) i 1924 en skulptur af Per Krohg, siddende med en trækharmonika. Den står nu foran Kunstnerforbundets domicil i Oslo.
Han boede i Paris frem til begyndelsen af 1930'erne, med undtagelse af et ophold i Norge 1905–06 og 1916–18 samt ferier i Norge. Gennem 1920'erne blev han stadig tættere knyttet til kunstnermiljøet i Norge, og fik flere udsmykningsopgaver. Han var lærer ved Académie Scandinave i Paris 1926–27 og efter at han flyttede til Norge var han overlærer ved Statens håndværks- og kunstindustriskole 1934–46 og professor ved Statens kunstakademi 1946–58. Han var formand i Bildende Kunstneres Styre 1937–39 og medlem af BKS' faste jury 1918 og 1934–37.
Krohg blev arresteret af den tyske besættelsesmagt i 1942. Han sad fængslet som gidsel på Grini fra april 1942 til maj 1943, og han blev derefter sendt på vejarbejde i Kvænangen i Troms.
Han var far til Even Krohg og billedkunstnerne Guy Krohg, Morten Krohg og Veronica Krohg. Han er begravet i familiegraven på Vår Frelsers Gravlund, sammen med blandt andet sin oldefar, politikeren Christian Krohg. Hans forældre hviler i æreslunden på samme kirkegård.

## Kunst
Krohgs indsats som kunstner var vældig varieret: han var avistegner, bogillustratør, scenograf, skulptør, portrætmaler og udførte flere store monumentalmalerier. Blandt bogillustrationerne kan nævnes Nordahl Rolfsens Lesebok for Folkeskolen, Ibsens Peer Gynt, Francis Bulls Tretten taler på Grini og dele af Norske Folkeeventyr (1936).
Per Krohg udsmykkede flere offentlige bygninger med store freskomalerier, blandt andet Sjømannsskolen (1921–24), Kunstnernes Hus i Oslo (1932), Oslo Lysverkers gård (1930–32), Nasjonalbiblioteket (1933), Fysikkbygningens vestibule ved Universitetet i Oslo (1936–38), Oslo rådhus (1939–49), Sikkerhetsrådets sal i FN-bygningen i New York (1951–52) og flere skibe. Arbejderne i Oslo rådhus beskrives som et hovedværk. Han er repræsenteret med 83 værker på Nasjonalmuseet og seks værker på Statens Museum for Kunst i København.
I 1927 var han en af kunstnerne og arkitekterne som efter invitation fra Arno Berg, daværende byantikvar i Oslo, udarbejdede forslag til, hvordan hovedstadens bygningsmasse kunne blive mere farverig og indbydende. Initiativet til dette byudviklingsprojekt kom fra kunstneren Henrik Sørensen.
Som maler bar hans første år præg af kubismen, men efter 1920 skiftede han stil gik over til en mere traditionel gengivelse af rum og dybde. I senere arbejder fremhæves blandt andet stofligheden. Et af Per Kroghs vigtigste billeder er «Læs Remailleuses», udstillet i elitedivisionen på Salon de Tuileries i Paris 1924. Blandt andre malerier kan nævnes «Lucy Vidil, kunstnerens første hustru» (1911), «Cabaret» (1914–15), «Fra slagmarken i Vogesene» (1916), «Kamelernes indtog i Nefta» (1924), «Hundeslagsmål» (1927), «To verdener» (1933), «Regeringsadvokat Kristen Johanssen» (1943).
Krohgs kunst er gengivet på to norske frimærker: en tegning af Peer Gynt på bukken til Henrik Ibsens 150-årsjubilæum i 1978 og en reklameplakat for Dagbladet fra 1917, i forbindelse med en serie frimærker om norsk plakatkunst i 2003.

## Forfatterskab
- «Nervøsitet eller En stille Nat ved Fronten. Skuespil i 1 Akt». I: Klingen nr. 8, København 1916
- Krigens ansigt. Det sidste aar. Atelier E- O., 1918. 22 sider.
- «Freskerne i Sjømannsskolen og Herslebs skole». I: Kunst og kultur. Universitetsforlaget. s. 201–10.. Kunst og kultur. Universitetsforlaget. s. 201–10.
- «Grand Café og Per Krohgs dekorationer» I: Byggekunst. Oslo: Norske arkitekters landsforbund. s. 34-35.. Byggekunst. Oslo: Norske arkitekters landsforbund. s. 34-35.
- Krohg, Per. Foredrag om malerkunst i brakke 12. Oslo: Cappelen.
- Krohg, Per. Memoarer. Gyldendal.